# Dmitri Sarsembajev
Dmitri Vitaljevitsj Sarsembajev (Tasjtagol, 29 november 1997) is een Russische snowboarder. Hij nam onder olympische vlag deel aan de Olympische Winterspelen 2018 in Pyeongchang.

## Carrière
Bij zijn wereldbekerdebuut, in januari 2016 in Rogla, scoorde Sarsembajev direct wereldbekerpunten. In februari 2017 behaalde de Rus in Pyeongchang zijn eerste toptienklassering in een wereldbekerwedstrijd. Op de FIS wereldkampioenschappen snowboarden 2017 in de Spaanse Sierra Nevada eindigde hij als 32e op de parallelreuzenslalom. Tijdens de Olympische Winterspelen van 2018 in Pyeongchang eindigde Sarsembajev als veertiende op de parallelreuzenslalom.

## Resultaten

### Olympische Winterspelen
| Jaar | Plaats      | Resultaten               |
| ---- | ----------- | ------------------------ |
| 2018 | Pyeongchang | 14e Parallelreuzenslalom |

### Wereldkampioenschappen
| Jaar | Plaats        | Resultaten               |
| ---- | ------------- | ------------------------ |
| 2017 | Sierra Nevada | 32e Parallelreuzenslalom |

### Wereldbeker
Eindklasseringen
| Seizoen   | PAR | PSL | PGS |
| --------- | --- | --- | --- |
| 2015/2016 | 51e | –   | 42e |
| 2016/2017 | 22e | 45e | 17e |
| 2017/2018 | 10e | 11e | 12e |